# Pachycerianthus multiplicatus
Pachycerianthus multiplicatus is een Cerianthariasoort uit de familie van de Cerianthidae. De wetenschappelijke naam van de soort werd in 1912 voor het eerst geldig gepubliceerd door Carlgren.

## Beschrijving
Deze anemonen hebben een steel die tot een meter lang in de modder steekt, waardoor de anemoon stilstaat. Elke anemoon heeft tot 200 tentakels die wit of wit en bruin gestreept van kleur zijn en tot 30 cm lang zijn. Deze anemonen voeden zich met planktonische pijlwormen van het geslacht Sagitta. Ze kunnen zich niet voeden met grotere prooidieren vanwege hun zwakke netelcellen. Bij verstoring krullen de tentakels zich in spiralen op in plaats van zich terug te trekken.

## Verspreiding
Deze viltkokeranemonen komen voor in Schotland en Ierland, maar ook in Scandinavië. Er zijn twee locaties in Ierland: Kilkieran Bay en Kenmare River. In Schotland worden ze gevonden in zeearmen langs de westkust.